# Поцовеђани (Падова)
Поцовеђани је насеље у Италији у округу Падова, региону Венето.
Према процени из 2011. у насељу је живело 365 становника. Насеље се налази на надморској висини од 8 м.